# Norddeutscher Wissenschaftspreis
Der Norddeutsche Wissenschaftspreis ist ein Preis, der gemeinsam von den Wissenschaftsministerien der Länder Mecklenburg-Vorpommern, Niedersachsen, Schleswig-Holstein, der Freien Hansestadt Bremen und der Freien und Hansestadt Hamburg seit 2012 vergeben wird. Der Preis wird jährlich zunächst für fünf Jahre vergeben, er ist (Stand 2022) mit 150.000 Euro dotiert. Der Preis würdigt erfolgreiche norddeutsche Kooperationen in der Wissenschaft. Der Preis wird jährlich von einem anderen Bundesland ausgerichtet.

## Preisträger
- 2012: „DFG-Forschergruppe BioGeoChemie des Watts“ (Universität Oldenburg, Max-Planck-Institut für Marine Mikrobiologie)
- 2013: „Genomforschung an Mikroorganismen – Schlüsseltechnologien für die Biowissenschaften“ (Universität Göttingen, Universität Greifswald)
- 2014: „Forschungsverbund Windenergie“ (Universität Oldenburg, Universität Hannover, Universität Bremen, Fraunhofer-Institut für Windenergie und Energiesystemtechnik, Deutsches Zentrum für Luft- und Raumfahrt)
- 2015: „Kaltwasserkorallen im Atlantischen Ozean: fragile Bio/Geosysteme unter dem Einfluss von Klima- und Umweltveränderungen“ (Forschungszentren MARUM der Universität Bremen, Helmholtz-Zentrum für Ozeanforschung Kiel und Senckenberg am Meer in Wilhelmshaven)
- 2016 „Sprachvariationen in Norddeutschland“ (Universität Kiel, Universität Hamburg, Universität Frankfurt/Oder, Universität Potsdam, Universität Bielefeld, Universität Münster)
- 2018 „Multi-Meta-Omik: Neue Technologien für neue Herausforderungen der norddeutschen Landwirtschaft im Klimawandel“ (Universität Kiel, Universität Göttingen)
- 2020
  - „Geodäsie und Klimaforschung – Wechselwirkung zwischen Kohlenstoff- und Wasserkreislauf“ (Universität Bremen, Universität Hannover, DLR)
  - DASHH (Data Science in Hamburg – Helmholtz Graduate School for the Structure of Matter)
- 2022[1]
  - Center for Integrated Multiscale Materials Systems (Technische Universität Hamburg, Universität Hamburg, Deutsches Elektronen-Synchrotron, Helmholtz-Zentrum Geesthacht)
  - „Homeo-Hirn“ (Technische Universität Braunschweig, Helmholtz-Zentrum für Infektionsforschung, Max-Planck-Institut für Multidisziplinäre Naturwissenschaften, Universitätsklinikum Schleswig-Holstein Campus Lübeck)
- 2024[2]
  - „Transferpfade norddeutscher Universitäten in der biomedizinischen Forschung (T-NORTH)“ – Leibniz Universität Hannover;
  - „Formatives Assessment beim Schreiben: Automatisiertes Feedback unter Verwendung von künstlicher Intelligenz (FORMAT)“ – Universität Hildesheim;
  - „Forschungsnetzwerk Nord: Reproduktive Gerechtigkeit (ReproGerecht)“ – Universität Rostock